# Hans Kammler
Hans Friedrich Karl Franz Kammler (Szczecin, 26 de agosto de 1901-Praga, 9 de mayo de 1945) fue ingeniero-constructor alemán y oficial de alta graduación de las SS, que hacia el final de la Segunda Guerra Mundial fue encargado de construir los misiles V-2.

## Trayectoria
En 1919, después de alistarse voluntario en el ejército, Hans Kammler desempeñó trabajos voluntarios en el Freikorps Rossbach. Hasta 1923 estudió ingeniería civil en Múnich y Danzig. Se afilió al Partido Nacionalsocialista Alemán de los Trabajadores en 1932 y llevó a cabo distintas tareas administrativas. En 1940 se integró en las SS (Schutzstaffel), donde a partir de 1942 trabajó en el diseño de las instalaciones para los campos de exterminio, inclusive las cámaras de gas y los crematorios. Hans Kammler mantuvo buena relación de trabajo y cooperación con Oswald Pohl, encargado del SS-Wirtschafts-Verwaltungshauptamt, el servicio económico y de administración de las SS que supervisaba la administración de los campos de concentración. Después de la sublevación del gueto de Varsovia en 1943, Heinrich Himmler le ordenó supervisar su demolición.
Hans Kammler fue encargado de construir las instalaciones para los distintos proyectos de armas secretas del régimen nazi, incluyendo las instalaciones fabriles y los bancos de prueba para el avión Messerschmitt Me 262 y los misiles V-2. Después de las incursiones aliadas con el bombardeo en Peenemünde en la denominada Operación Hidra el 17 de agosto de 1943, Hans Kammler se encargó de trasladar la producción a instalaciones subterráneas, formando el llamado complejo Mittelwerk camuflado en el campo de concentración de Mittelbau-Dora. También le asignaron la construcción de las instalaciones en Jonastal y Karkonosze para investigar las armas nucleares y en Ebensee para desarrollar las V-2.
En 1944, Himmler convenció a Hitler para poner el proyecto V-2 directamente bajo el control de las SS. El 6 de agosto, Hans Kammler fue nombrado director en sustitución de Walter Dornberger. A partir de enero de 1945, fue nombrado jefe de todos los proyectos de misiles y poco después de todos los programas aeroespaciales.

## Desaparición
El 9 de mayo de 1945 Kammler supuestamente se suicidó con cianuro en un bosque de Praga. Como nunca se descubrió su cadáver, algunos autores han propuesto varias hipótesis:
- Pudo haber sido asesinado por un miembro de su personal, siguiendo órdenes de Heinrich Himmler para no permitir que personas con conocimientos detallados de los programas de misiles cayeran en manos de los aliados.[cita requerida]
- Podría haber muerto en combate durante los últimos días de la guerra.[1]
- Al verse emboscado por partisanos, se podría haber suicidado en un bosque de Praga (mencionada arriba).[2]
- Habría sido capturado, fue cambiada su identidad y trabajó en secreto para los estadounidenses después de la guerra, regresando en su vejez a Alemania. (como parte de la Operación Paperclip).[2]
- Pudo haber volado hasta Barcelona en un avión Junkers Ju 290 sin dejar huella.
- Hay una teoría conspirativa la cual dice que escapó por medio de "la campana del tiempo" (parte del proyecto Wunderwaffen).